# Coleophora carchara
Coleophora carchara é uma espécie de mariposa do gênero Coleophora pertencente à família Coleophoridae.